# 3245 Jensch
A 3245 Jensch (ideiglenes jelöléssel 1973 UL5) a Naprendszer kisbolygóövében található aszteroida. Freimut Börngen fedezte fel 1973. október 27-én.